# Dialypetalum stenopetalum
Dialypetalum stenopetalum är en klockväxtart som beskrevs av Franz Elfried Wimmer. Dialypetalum stenopetalum ingår i släktet Dialypetalum och familjen klockväxter. Inga underarter finns listade i Catalogue of Life.